# ボコク郡
ボコク郡（Bokok）は、ブルネイ・ダルサラーム国テンブロン地区にある郡（Mukim）。テンブロン地区の西部に位置し、北東はバンガル郡、東はアモ郡、南と西はマレーシアのサラワク州リンバンと接する

## 村
ボコク郡は以下の村を含む。
- ケヌア村（Kampong Kenua）
- シンバタン村（Kampong Simbatang）
- セマバト村（Kampong Semabat）
- セマバト・バハギア村（Kampong Semabat Bahagia）
- テマダ村（Kampong Temada）
- バカルト村（Kampong Bakarut）
- パヤ・バガンガン村（Kampong Paya Bagangan）
- ブダブダ村（Kampong Buda-Buda）
- ベライス村（Kampong Belais）
- ベライス・ケシル村（Kampong Belais Kecil）
- ペルピンダハン・ラタイエ村（Kampong Perpindahan Rataie）
- ボコク村（Kampong Bokok）
- メニウプ村（Kampong Meniup）
- ラキャト・ジャティ村（Kampong Rakyat Jati）
- ラタイエ村（Kampong Rataie）
- レポン・バル村（Kampong Lepong Baru）
- レポン・ラマ村（Kampong Lepong Lama）